# Josefa Ugarte y Marraco
Josefa Ugarte y Marraco (Madrid, s. XIX) va ser una pintora espanyola.
Va néixer a Madrid, però durant la seva infància es va traslladar a Saragossa, d'on era originària la seva família. Va ser deixebla de Paulino Savirón, amb el qual va demostrar bons dots artístics. Va realitzar diverses pintures a l'oli, còpies de grans pintors, com La Mare de Déu i el Nen d'Andrea del Sarto, que va presentar a l'Exposició Aragonesa de Pintura de 1868.